# Соколовский, Михаил Матвеевич
Михаил Матвеевич Соколовский (1756 год — неизвестно) — российский скрипач, композитор, дирижёр, учитель пения в классе музыки Московского университета.

## Творчество
Михаил Соколовский успешно играл на скрипке и дирижировал в оркестре театра Медокса. Он автор первой в истории сохранившейся русской комедийно-бытовой оперы «Мельник — колдун, обманщик и сват» (либретто А. Аблесимова, 1779 год). Представлением именно этой оперы 16 ноября 1785 года открылся первый сезон  в Эрмитажном театре. Год и место смерти музыканта до сих пор остается загадкой для российских историков и музыковедов.